# McClenty Hunter
McClenty Douglas Hunter jr. (Detroit (Michigan), 1985) is een Amerikaanse jazzdrummer van de modernjazz.

## Biografie
Hunter groeide op in Columbia (Maryland), waar hij op 12-jarige leeftijd begon te drummen in zijn gemeenschap. Darin Atwater, de leider van de kerkmuziek aldaar, werd zijn mentor en liet hem ook spelen in zijn Soulful Symphony. In 2005 begon hij met een studiebeurs bij Grady Tate aan de Howard University in Washington D.C., die hij afrondde met een bachelordiploma in muziekonderwijs. In 2007 behaalde hij een masterdiploma in jazzstudies aan de Juilliard School of Music, waar hij had gestudeerd bij Carl Allen.
Tijdens zijn studie in New York was Hunter lid van het trio van Eric Reed, dat op zijn Grammy Award genomineerde album The Dancing Monk (2011) stond. Vanaf 2012 toerde hij drie jaar lang met Kenny Garrett. (Pushing the World Away, grammaticanominatie 2013) en vijf jaar met Dave Stryker (Messin with Mr. T, 2015). In 2018 verscheen zijn debuutalbum The Groove Hunter. Hij dirigeert ook het KIPP Academy String and Rhythm Orchestra. Hunter speelde ook met Lou Donaldson, Cedar Walton, Buster Williams, Curtis Fuller, Les McCann, Wycliffe Gordon, Peter Bernstein, Eric Alexander, Mike LeDonne en Paul Bollenback. Hij werkte ook mee aan opnamen van Jim Snidero (Interface, 2011) en Javon Jackson (Live bij Smoke: Expression, 2013). Op het gebied van jazz was hij betrokken bij 26 opnamesessies tussen 2001 en 2017.

## Discografie
- 2018: The Groove Hunter (Strikezone Records, met Eric Reed en Christian Sands, Corcoran Holt en Eric Wheeler en Eddie Henderson, Donald Harrison, Stacy Dillard, Dave Stryker)